# Hệ thống chữ nổi tiếng Việt
Hệ thống chữ nổi tiếng Việt hay chữ Braille tiếng Việt là hệ chữ Braille được dùng trong tiếng Việt dành cho người khiếm thị, dựa trên chữ Braille tiếng Pháp. Một số chữ không có trong tiếng Việt đã được Việt hóa sang các chữ Việt. Chữ ư và ơ lần lượt được tạo bởi ü và œ. Các chữ É,à,è,ù,á không được sử dụng mặc dù Tiếng Việt có những chữ này. Nó được sử dụng cho các dấu thanh.

## Bảng chữ cái[1]
| a | b | c     | d | e     | f | g | h | i     | j |                      |  |
| k | l | m     | n | o     | p | q | r | s     | t | viết hoa chữ liền kề |  |
| u | v | x     | y | z     |   |   |   | đ     |   | số                   |  |
| â | ê |       | ô |       |   |   | ư | ơ     | w | ă                    |  |
|   |   |       |   | ◌̉ hỏi |   |   |   | ◌́ sắc |   | ◌̀ huyền              |  |
|   |   | ◌̃ ngã |   |       |   |   |   |       |   | ◌̣ nặng               |  |
| 1 | 2 | 3     | 4 | 5     | 6 | 7 | 8 | 9     | 0 | dấu cách             |  |

Các ô nền đậm nằm trong bảng chữ cái chữ nổi tiếng Việt mở rộng.

### Quy tắc
Quy tắc viết chữ:
- Mỗi chữ cái được viết trong một ô Braille;
- Các chữ cái trong một tiếng được viết liên nhau;
- Sau mỗi tiếng để cách một ô Braille.
- Những chữ có thanh điệu, thì các dấu thanh được viết ngay trước nguyên âm.

Ví dụ:
| Màn | hình | chữ | nổi. |
| ⠨ (braille pattern dots-46) · ⠍ (braille pattern dots-134) · ⠰ (braille pattern dots-56) · ⠁ (braille pattern dots-1) · ⠝ (braille pattern dots-1345) | ⠓ (braille pattern dots-125) · ⠰ (braille pattern dots-56) · ⠊ (braille pattern dots-24) · ⠝ (braille pattern dots-1345) · ⠓ (braille pattern dots-125) | ⠉ (braille pattern dots-14) · ⠓ (braille pattern dots-125) · ⠤ (braille pattern dots-36) · ⠳ (braille pattern dots-1256) | ⠝ (braille pattern dots-1345) · ⠢ (braille pattern dots-26) · ⠹ (braille pattern dots-1456) · ⠊ (braille pattern dots-24) · ⠲ (braille pattern dots-256) |
| (hoa)–m–◌̀–a–n | h–◌̀–i–n–h | c–h–◌̃–ư | n–◌̉–ô–i–(hết) |

## Dấu câu
| , | ; | :   | .   | ? | ! | - | & | “ mở | ” đóng |
| ( | ( | )   | )   | [ | [ | ] | ] | {    | {      |
| } | } | ... | ... | / | \ | \ |   |      |        |

## Định dạng
| Viết hoa chữ cái | Viết hoa tiếng | Viết hoa từ, câu |